# トレーディングカード

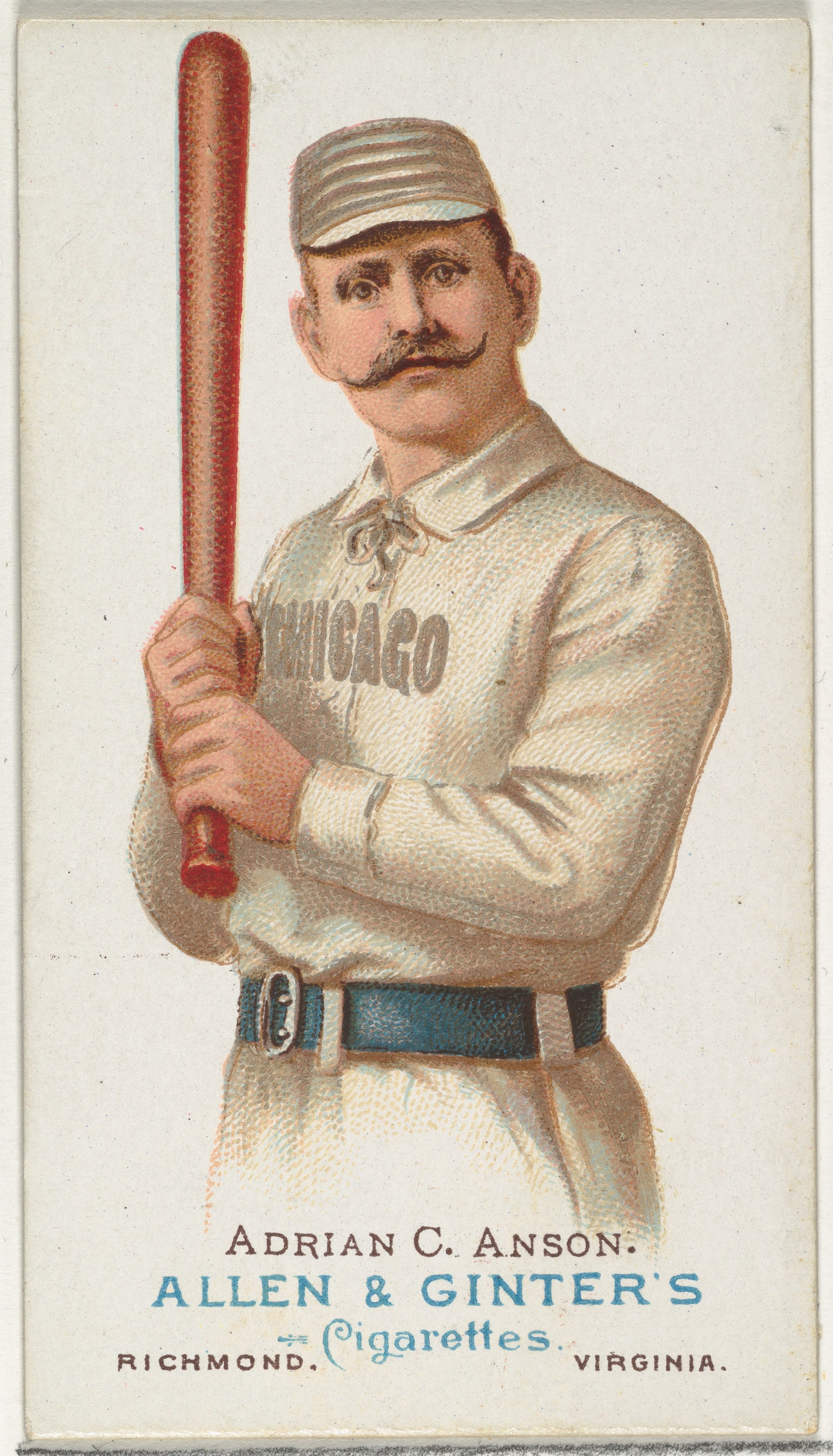
Allen & Ginter社のたばこカードに描かれた野球選手のキャップ・アンソン（野球カード、1887年）

トレーディングカード（Trading Card）とは、個々に異なる様々な種類の絵柄や写真が印刷されていて、収集（コレクション）や交換（トレード）されることを想定して作られ販売・配布される鑑賞用またはゲーム用のカード。英語圏ではコレクタブルカード（Collectable Card）とも呼ばれる。日本ではトレカと略されることが多い。ほかに応募券や金券の要素を持つカードなどもある。

## 概要
ビニールコートされた紙などに印刷されており、大きさはテレホンカードなど一般的なカード類に近い定型などがある。通常、ある特定の分野（個々のスポーツ、アニメ、アイドルなど）を題材にして、数十から数百種類のカードが作られ、それらを1シリーズとして1袋に1枚もしくは複数枚封入してパックと呼ばれる形態で発売されているものが多い。トレーディングカードの名の通り、同好の収集家と取り引きされることを前提としているためか、ほとんどの商品はランダムでカードが封入され、購入時にはどのカードが入っているのか中身が分からず、簡単に全種類集められないような工夫がされているのも特徴であり、一般的なセット売りのポストカードなどと決定的に異なるポイントと考えられる。
愛好家の間で価値を認められたカードや市場流通数が意図的あるいは偶然に制限されたカードには希少価値があり、それぞれの分野の愛好家にとって「レアカード」として収集・取り引きの対象となる。一般的に希少であったり、題材の人気が高いなど、なんらかの付加価値を持ったカードは、他のカードに比べ高いレートで取り引きされる。

## 歴史
トレーディングカードの概念がいつ発生したのかについては諸説あるが、トレーディングカードが盛んな本場・アメリカ合衆国においては、19世紀後半からたばこの販売促進目的で同封されたシガレットカード（タバコカード）が始まりであるとするものが多い。当時のたばこのパッケージ箱は薄く、中の紙巻たばこが折れやすかったため、補強として厚紙が入れられていたが、その紙のカードにイラストや広告文を入れて宣伝手段としていたのが始まりである。それがやがてカード単体のコレクターが現れる人気となる。19世紀末、アメリカのジェームス・B・デューク（James Buchanan Duke）はこのカードに着目して力を入れ、イラストごとにシリーズ化して積極的にカードの種類を増やし、イラストのみならずカード裏面にはイラストの解説文やカード番号を入れるなど、現在のトレーディングカードの原型となる形式を取り入れ、シリーズでコレクションする楽しみを与えて収集意欲を刺激した。これが当たってデューク社のたばこは売れに売れ、その人気と手法はヨーロッパなど世界中に伝わり、たばこ各社はカードのアイディアと印刷の出来映えに社運をかけるほどこぞって力を入れた。
図案の題材・シリーズとしては、様々な衣装・時代の女性、女優・俳優、映画の名シーン、自動車・汽車・船、動物、花・風景、トランプの数字が書かれトランプゲームのカードとしても使えるものなど多岐に渡り、世界各地の都市で制作され流通した。その中でも、スポーツを題材としたものは特に人気が高かったようで、野球・サッカー・アメリカンフットボールや、オーストラリアにおいてはオーストラリアンフットボールの選手を題材としたものも存在する。とくに野球選手ホーナス・ワグナーのたばこカード（1909年頃）は、現存数が極めて少なく、2021年にはアメリカのオークションで660万6000ドル（当時の日本円で約7億2700万円）で売買されており、「トレーディングカード界のモナリザ」ともいわれる。これらの封入カードはその後、たばこから菓子や食品などにも同封される形で範囲を広げていく。
アメリカでは、1933年のGoudy Sports Kingなどを経て、1951年にTopps（トップス）社が蝋引き紙に自社のガムと野球選手のカードを封入したTopps Baseballを発売し現在まで新作を発売している。なお、Topps Baseballは1992年よりガムの封入と蝋引き紙を一部の商品を除きとりやめ、トレーディングカード商品のみの販売としている。Topps社は散発される各メーカーを買収したり、メジャーリーグ機構などと提携することでほぼ独占的な市場を保ったが、1980年に独占禁止法に抵触するという判決が下され、翌年にはFleer（フレア）、Donruss（ドンラス）の2ブランドからメジャーリーグを題材とするガムなど菓子を含まないカードのみの商品が発売されるに至る。
その後、1988年にScore（スコア）から初の両面カラー刷りのカードが発売され、1989年にはUpper Deck（アッパーデック）から「Collector's Choice」の謳い文句の元に6色印刷、両面ビニールコーティング、偽造防止のホログラム付きのカードが発売される。この時期アメリカ国内において、トレーディングカードが一部の投資家に投機対象と見られたこともあり空前のトレーディングカードブームの中での出来事であった。1990年にはUpper Deckが初めて同一時期に発売される同一商品の中に希少度の異なる「インサートカード」を本格的に封入したことにより、現在のトレーディングカードの基本的な形態ができあがった。その後、選手の実使用グッズの切れ端を挟んだ「メモラビリアカード」と呼ばれるインサートや選手の直筆サインカードが生まれ、高級志向かつ珍しいカードを欲する裕福な大人のユーザーと高単価の商品を売りたいメーカーの思惑が一致し、急激な高価格化が進み、たばこカードの時代とは別の意味で主に大人の趣味へと戻っていった。
高級化・高価格化は止まるところを知らず2004年にはついにUpper DeckからNBA 04-05 UD EXQUISITE COLLECTIONという標準的な小売価格が1パック1000ドルを超える商品まで発売されるに至り、またDonrussがベーブ・ルースの現存する5枚のユニフォームの中の1枚を切り刻んでカードに封入する目的で購入したといったニュースも流れた。

### 日本での歴史
日本でも上記の欧米でのたばこカードの流行にのって、東京の岩谷商会と京都の村井兄弟商会という当時の二大たばこ会社が1899年頃からたばこカードを作り、流行した。当初は輸入たばこのカード絵柄を真似た欧米風のイラストが多かったが、やがて日本の芸者や花札、百人一首など独自のイラストシリーズのカードも印刷されるようになった。カード目当てに子供がたばこを吸う事例が問題となり、1900年に未成年者喫煙禁止法が成立した。その後、たばこカードの販促手法を元にして、1927年頃から東京六大学野球の花形スターを題材としたグリコのおまけカードが作られた。この流れの中に「お茶づけ海苔」に代表される永谷園商品に付録された東海道五十三次カードもあると考えられる。菓子に同封されることによって、カード収集はおもに子供の趣味へと移行していった。
日本における、「トレーディングカード」という名前が作られる以前の収集対象となるカード類として有名なものには、紅梅キャラメル（東京紅梅製菓）の野球カード（1951年）、カルビーが発売したスナック菓子のおまけである仮面ライダーカード（1971年）、ロッテより発売され社会現象を引き起こすに至ったビックリマンシリーズ「悪魔VS天使シール」（1985年）などが挙げられる。
紅梅キャラメルは1951年から東京紅梅製菓から発売された商品であり、読売ジャイアンツの選手を題材としてカードが封入されていた。このカードは各ポジションの選手1枚ずつと水原茂監督のカードを集めてメーカーに送ることで、当時としては豪華な景品と引き換えられることで爆発的な人気を得た。この企画は全国の多くのメーカーで模倣され、「日の丸キャラメル」「カバヤキャラメル」「カルビーキャラメル」「浅山笛ガム」などはマニアによく知られるところである。
その後、森永「トップスターガム」や日本初の本格的トレーディングカードとされるカバヤ「リーフガム」の封入カードを経て、1971年にカルビーは「仮面ライダースナック」を発売する。当時の人気番組「仮面ライダー」を題材としたこの商品では、紙袋に1枚のカードを封入したものを店頭で渡すという配布形式が取られた。この商品の流れでカルビーは『ウルトラマンA』『マジンガーZ』といった当時の子供向け人気番組を題材に取ったものも発売し、和泉せんべいが『超人バロム・1』、カバヤが『ワイルド7』などを題材とした商品を販売し、突然といった活況を呈した。しかしこれらの商品は何も降って湧いたものではなく、ベースとなるアイデアとしてめんこや「5円引きブロマイド」と呼ばれた駄菓子屋を通して流通した商品からインスパイアされたものであると思われる。さらにカルビーは1973年に現在まで続く「プロ野球スナック」を発売するに至る。
ほぼ同時期に森永製菓からシール付き菓子「チョコベー」が発売され、同封された「ベーシール」が子供たちにヒットした。ベーシールは1977年に発売されたロッテの「ビックリマン」に同封されたシールに似たクリアタイプの素材を使ったシールであったが台紙には何も印刷されなかったこともあって、トレーディングカードの流れには認識されていない。この発展形といえる「ビックリマン」は、1985年に「悪魔VS天使シール」をスタートすると、仮面ライダーカードブームをも上回る爆発的なブームを起こし、1980年代後半から1990年代初頭にかけて、漫画化・アニメ化・ゲーム化されるなど、子供たちの間で大人気となった。それまでのおまけカード類と違って、イラストがほかからとった題材ではなくオリジナルのキャラクターであるのに大ヒットし、さらにストーリーも付けられ、おまけカード類として始まって様々なメディアに展開していったことが特徴的であった。「ビックリマン」はその後も中断を経て何度か断続的に発売され続けている。「ビックリマン」のブームにより、1980年代後半には「ラーメンばあ」と「ガムラツイスト」、「ドキドキ学園」、「秘伝忍法帳」、「ハリマ王の伝説」、「タイムスリップバトル」、「あっぱれ大将軍」、「謎のジパング伝説」など同種の商品が多数登場した。
トレーディングカードという名称が日本に輸入され広まったのは、1990年代に入ってからといえる。1988年にバンダイが自動販売機でマンガ・アニメなどの版権キャラクターを題材にしたカードを販売する「カードダス」（戦国武将をイラストにしたオリジナルシリーズの「戦国武将列伝」などもあった）を発売開始したが、まだトレーディングカードとは呼ばれていなかった。アメリカにおいては「Trading Card」に加え「Collectable Card」などの名称も一般的に使われていた中で、「トレーディングカード」という名称が日本で定着した背景には、当時カルビーのカード付き菓子担当の社員であったこんぷ池田の存在が欠かせない。こんぷ池田は1993年（この年サッカーがプロ化されてJリーグブームが起きていた）に当時のカルビー「Jリーグチップス」の付録カードによってもたらされたJリーグカードブームに乗った小学館の『月刊コロコロコミック』での企画上のキャラクター名であるが、「トレーディングカード」 = 「トレカ」という名称・概念を初めてマスコミで紹介し、また対象とするカードをすべて集めることを「コンプリート」 = 「コンプ」と呼んで収集の目的を明確化させた。なお、こんぷ池田は『コロコロコミック』とその後、彼が移籍したエポック社での広報活動で使用した名前であり、現在に至る。その前後はしゅりんぷ池田の名前で活動している。
初めて販売形態としてアメリカのトレーディングカードを模した商品を発売したのは、1991年のベースボール・マガジン社による「BBMベースボールカード91」である。また名称が「トレーディングカード」とされたものが日本で発売されたのは、1994年の「Jリーグオフィシャルカード94」が初であり、これは、それまでに発売されていたおまけカード付きのスナック菓子「Jリーグチップス」での前評判もありヒット商品となった。
2000年代へ続くトレーディングカード市場が形成される過程として欠かせない商品として1996年にスタートしたバンダイのカードダスマスターズ「新世紀エヴァンゲリオン」が挙げられる。カードダスマスターズは1995年に先述のカードダスの高対象年齢ならびに高級版として、自販機販売用ではなくパック封入商品としてトレーディングカードサイズで販売された商品である。この商品のタイトルとして投入された「新世紀エヴァンゲリオン」は当時のアニメファンのみならずサブカルチャーを嗜好する青年層にまで支持される一大ムーブメントを起こしたアニメーション作品であり、その影響はこの商品にも波及し「トレーディングカード」として発売された商品では最大のヒット商品となり、これまでスポーツ分野にほぼ限られていたトレーディングカード市場に大量のアニメファンが流入し、2002年頃までをピークとするアニメ・美少女ゲームのカード市場と、初期のトレーディングカードゲーム（TCG、後述）市場を形成していった。
アメリカにおける高級化は徐々に日本にも波及し、ベースボール・マガジン社が「ダイヤモンドヒーローズ97」にて初めて松井秀喜（当時読売ジャイアンツ）のユニフォーム断片を挟みこんだ「ジャージカード」を封入して以来、2000年代のトレーディングカード商品ではアニメ・ゲームなど絵を題材としたカードシリーズの多くを除いては、なんらかのメモラビリアカードが封入されることが一般的となってきた。
2000年代後半以降は、ゲームセンターなどのアミューズメント施設及びスーパーマーケットや玩具店に設置してある『三国志大戦』『WORLD CLUB Champion Football』『甲虫王者ムシキング』『オシャレ魔女♥ラブandベリー』などのトレーディングカードアーケードゲーム（TCAG）で使われるいわゆるアーケードトレカが、トレーディングカードの主流になりつつある。また、アメリカの『マジック:ザ・ギャザリング』に始まるトレーディングカードゲームも隆盛しており、『デュエル・マスターズ』『モンスターコレクション』『アクエリアンエイジ』『カードファイト!! ヴァンガード』などのオリジナルキャラクターTCGや、『遊☆戯☆王』『ポケモンカードゲーム』『ガンダムウォー』『ヴァイスシュヴァルツ』『プレシャスメモリーズ』といった既存のマンガ・アニメのキャラクターを題材にしたものも多い。
ほかには音楽グループTHE ALFEEがグッズに、AAA,TWICE等がCDにトレーディングカードを封入している。2020年には、レアカードとして日本のゼンマーケット社の運営する越境ECモールZenPlusにて、『ポケモンカードゲーム』でのポケモン（ピカチュー）イラストレーターが過去最高額の2500万円で海外販売された。

## 分野
アメリカでは、野球（MLB）を題材にした「ベースボールカード」以外にアメリカンフットボール(NFL)、バスケットボール(NBA)、アイスホッケー(NHL)といったいわゆる北米4大プロスポーツリーグなどスポーツを題材としてカードがポピュラーであるが、映画、テレビ番組、女性モデルを題材とした物も根強い人気を持ち新作が発売されている。また公認サンタクロースのサインや服の一部を貼り付けたカードなどが入ったサンタクロースセットが発売された。
日本におけるスポーツ分野のトレーディングカードとしては、プロ野球、サッカー、相撲、競馬、プロレス、女子プロレスなどがよく知られている。スポーツ以外のトレーディングカードとしては、アニメや漫画、映画、テレビ番組などの物がある。また、日本では1人の女性モデルを取り上げたアイドルカードと呼ばれるカードが多く発売されていることも特徴といえる。音楽分野での発売も広がっており、J-POPアーティストの中には、CD購入の特典付録としてトレーディングカードを封入していることもある。
スポーツを扱ったものを含むこれらが、カードによるゲームを行うことを主目的（もしくは目的の大きな一部）に作られたトレーディングカードゲームとして発売されていることもある。

## カードの仕様
トレーディングカードには主に、厚紙の表面に写真やイラスト、キャラクターなどの画像を、裏面に表面の画像に関する情報を印刷してある。ただし後述するトレーディングカードゲームに用いられるものは、ゲームの性質上、表面の背景、体裁はすべて共通するデザインが記され、写真やデータの双方が裏面にまとめて印刷される場合が多い。
また、ナインポケット（カードを収納するために縦3枚×横3枚分のポケットが付けられている透明のビニールシート）に収納する場合を想定し、9枚揃えると大きなイラストを見ることができるよう裏表を印刷する場合もある。
大きさは現在の日本においては、一般にTopps社が最初に採用し、アメリカでのトレーディングカードの標準サイズとされる2.5インチ×3.5インチで制作されることが多いが、バンダイのカードダスシリーズやカルビーの添付カードで採用されているサイズ、テレホンカードサイズなどのカードも少なくなく存在する。
一般的なカードに対する特別な存在のカードとして、意図的・計画的に出現率を減らしたカードがあり、「インサートカード」などと呼ばれる。主には金銀の箔押しやホログラムなど、セットされる中で一般のカードとは別の加工が施されたものである。また、和紙、木やプラスチックなどの素材を使うことで差別化を図ったものもある。
さらに高い付加価値を持つものとして、カードのモチーフとされた人物の直筆サイン入りのものやキスマーク付きのもの、その人物が纏ったとされる衣装（ユニフォームや水着）の断片、野球選手のバットを薄片にしたもの、映画のフィルムの一部などを封入したカードも存在し、主に「メモラビリアカード」などと呼ばれる。
こういった計画的に流通数を絞ったもののほかに、印刷過程のなんらかのミスにより封入が限られたもの、あるいはスポーツ選手をあしらったものの場合は選手の引退やチーム移籍などが突発的に起こり、その選手をあしらったカードの発行が打ち切られる場合なども存在し、「ショートプリント(SP)カード」と呼ばれる。
こういった特別なカードは特に収集価値が高いものとされているが、特に人物を描いたカードはその人物の収集家の間での人気などに収集価値が左右されがちである。
なお、先に挙げたビックリマンシールはその名前の通りシールの様態を取っており、形状はカードではないが、日本におけるトレーディングカードの先がけ的存在として考えられている。

## 販売方法
日本におけるトレーディングカードの販売方法は、次のように大別できる。
カード単体で販売される場合
カードはビニールやアルミパックなどが施され、内容が判別できないように小分けされて玩具店、コンビニエンスストア、専門店などで販売される。またトレーディングカードゲームの多くはこれに分類できる。
自動カード販売機によって販売される場合カードは料金を支払うと取り出すことのできる簡易器具「カードダス」などにセットされて、店頭・街頭などで販売される。また、アーケードゲームとトレーディングカードを融合させ、ゲームをプレイするとトレーディングカードが排出され、次回のゲームに利用できるデータがカードにバーコードなどで記載されているものもある。
食品に添付される場合
プロ野球チップスなどがこれにあたる。食品としてコンビニエンスストアやスーパーマーケットに陳列されるが、一時はカードの人気が白熱し食品を粗末にしたり、カード部分の盗難が相次ぎメーカーがパッケージに工夫を加えるなどの問題も生じた。食品におまけを付ける商法は食玩と呼ばれるが、トレーディングカードは食玩に分類されないこともある。
専門仲介店舗
カードの希少性が高まると、それらのカードを売買する専門の店舗が成立する。トレーディングカード専門店では、カードの買い取り・販売を行うほか、トレーディングカードゲームの対戦場（デュエルスペース）を設けている。最近では、ネット上で売買をおこなうサイトも多く見られる。また、カード単品（シングルカード）だけでなく複数のカードを組み合わせた構築済みデッキと呼ばれる形態での販売も盛んである。
鑑定カード
カードをアメリカのサービスPSAとBGSにて真贋と状態のグレーディング（白カケへのペイントなど不正）を鑑定してもらい、普通より第三者の目が入ったレアリティが担保されてる。人気高騰による混雑のため時間がかかるほか、鑑定にはトレカの原価1パックを超えた額がかかるが鑑定カード達はeBey、オークション、通販等写真越しでしか見れない場所では人気がある。最終的な販売額は5000万、1億円などの値段がつく場合がある。鑑定額もその分高い。

## トレーディングカードゲーム
トレーディングカードはそれ自体の観賞性などから、収集されることが目的となる場合が多かったが、古典的なカードゲームの発展形として創作されてきたカードゲームからのアプローチとして、トレーディングカードの仕組みと流通形態を巧みに利用した卓上ゲームが考案された。1993年に世界初のトレーディングカードゲーム（TCG）であるアメリカの『マジック:ザ・ギャザリング』が発売されて大ヒットし、1990年代後半からは日本でもさまざまなトレーディングカードゲームが発売され大きな市場を形成している。英語圏では「コレクタブルカードゲーム」（CCG）とも呼称される。

## 関連文献
- 大塚英志 『定本 物語消費論』（角川書店、2001年）ISBN 4044191107
  - 大塚はビックリマンシールをめぐる社会現象を、背景世界の物語を消費する行動として分析し、オタクに見られる新しい文化消費の様式として指摘している。